# Höök (TV-serie)
Höök är en svensk kriminalserie som sänts i SVT i två säsonger. Säsong 1 hade premiär 30 januari 2007 och bestod av 12 delar. Ytterligare en säsong, bestående av 10 delar, började sändas under hösten 2008. Cecilia Ljung och Anna Pettersson spelade huvudrollen som Eva Höök.

## Handling
Eva Höök har just blivit chef för länskriminalens utredningsrotel i Luleå. Hon flyttar till Luleå och bor hos sin bror med sin son Lasse. Förutom att hon försöker lösa olika fall har hon också ett komplicerat privatliv, t. ex. med en son som har det svårt i skolan.

## Om serien
Serien består av fem olika fall med Birgitta Bongenhielm och Mikael Rundquist som huvudförfattare, och Mikael Rundquist och Peter Lindblom som avsnittsförfattare. Serien regisserades av fem olika regissörer: Lena Koppel, Kristian Petri, Jörgen Bergmark, Molly Hartleb och Simon Kaijser.
Hela serien har givits ut på DVD, fördelad på fem utgåvor - en för vardera fall. På DVD:n är det 15-årsgräns.

## Rollista (i urval)
- Anna Pettersson − Eva Höök (första säsongen)
- Cecilia Ljung − Eva Höök (andra säsongen)
- Freddy Åsblom − Lasse Höök
- Leonard Terfelt − Niilas Kimmel
- Siw Erixon − Karin Bodén
- Peter Carlberg − Janne Hall
- Reuben Sallmander − Samir Larsen (säsong 2)
- Björn Gustafson − Stig Åke Gunnarsson
- Kim Jansson − Sara Ek
- Jens Hultén − Johan Ek
- Rafael Pettersson − Ingemar Höök
- Barbro Enberg − Britten
- Mona Andersson − Gun-Britt Höök
- Ingemar Raukola − Stefan Remu
- Kristina Rådström − Åklagare Maud Elofsson
- Mylaine Hedreul − Elise (Säsong 2)

## Avsnitt i säsong 1

### Ryssguldet
Ryssguldet är tre avsnitt, 1-3, som handlar om ett fall. Avsnitten regisserades av Lena Koppel.
Brutala våldsdåd skakar trakten och förövaren torterar sina offer innan dom mördas. Eva och hennes kollegor söker förgäves efter nya mönster medan mördaren gäckar dem med nya offer fram tills Evas egen familj tycks vara hotad.

#### I gästrollerna
- Mats Helin − Jorma
- Tomas Laustiola − Bengt Sundqvist
- Iwar Wiklander − Karlsson
- Jesper Barkselius − Matti Soursa
- Jarl Lindblad − Grå-Anders
- Gustave Lund − Läraren Martin

### Dödlig lek
Dödlig lek är två avsnitt, 4-5, som handlar om ett fall. Avsnitten regisserades av Kristian Petri.
Luleå drabbas av en serie mordbränder och när en sommarstuga brinner intill älven tror man att det är samma mordbrännare. När Evas team besöker den drabbade familjen så hamnar deras misstankar på den äldste sonen Rikard som verkar ha både motiv och sakna alibi. Samtidigt verkar den yngste sonen bli förgiftad av ett ämne han är allergisk mot och någon i hans närhet vill honom illa.

#### I gästrollerna
- Ingela Olsson − Maria Selander
- Boman Oscarsson − Lars Selander
- Anders Wadenholt − Jonas Selander
- Filip Berg − Rikard Selander
- Bergljot Arnadottir − Doktor
- Linda Källgren − Fritidsledaren Helena
- Lena B. Eriksson − Fritidsledaren Sonja

### Hemligheter
Hemligheter är två avsnitt, 6-7, som handlar om ett fall. Avsnitten regisserades av Jörgen Bergmark.
I en av Luleås arbetarstadsdelar Svartöstan hittas en kvinna strypt i sitt hem. När Eva och hennes kollegor börjar undersöka hennes liv och bakgrund visar det sig att hon levde ett isolerat liv utan föräldrar och vänner och att hon arbetade på järnverket alldeles intill. Kvinnans död är ett mysterium tills det visar sig att hon var älskarinna till sin chef, men polisen kan dessvärre inte binda honom till mordet och därför kör utredningen fast.

#### I gästrollerna
- Rafael Pettersson − Ingemar
- Andrea Edwards − Kicki Ekelöf
- Felix Engström − Claesson
- Pär Andersson − Lennart Pettersson
- Claes Ljungmark − Roland Pettersson
- Jessica Liedberg − Claessons fru
- Margaretha Wikholm − Lennarts fru
- Lars Jönsson − Leif
- Lars-Erik Lindwall − Egon
- Tomas Pontén − Ralf Ekelöf
- Anna Godenius − Monica Ekelöf

### Gränshandel
Gränshandel är två avsnitt, 8-9, som handlar om ett fall. Avsnitten regisserades av Molly Hartleb.
En ung ryska hittas död vid en rastplats längs E4:an och man misstänker att det rör sig om en prostitutionshärva. Men Höök och hennes kollegors utredning kolliderar med det lokala polisdistriktets utredning och konflikten kring Evas ledarskap eskalerar. När även misstankar om att poliser skulle vara inblandade utbryter ett ställningskrig i Evas utredningsgrupp. Samtidigt gömmer sig en annan ung ryska hos en svensk snäll man och hans hund.

#### I gästrollerna
- Jarmo Mäkinen − Franzon
- Fredrik Hammar − Eero
- Janne Aimée Fevik − Natalja Petrova
- Jacob Nordenson − Eriksson
- Magnus Mark − Holm
- Annika Jos Brant − Djana
- Jimmy Lindström − Björn Loman

### Beskyddarna
Beskyddarna är tre avsnitt, 10-12, som handlar om ett fall. Avsnitten regisserades av Simon Kaijser.
En mystisk dödsskjutning förbryllar Eva och hennes kollegor då en ung pojke hittas utanför akutmottagningen i Luleå där förövaren dumpat honom. Senare visar det sig att offret är son till en före detta missbrukare och en ensam kvinna på landsbygden. Polisen hittar inget motiv till mordet fram tills det visar sig att en av mammans vänner, var på permission från fängelse, som sonen hade vittnat mot samtidigt som mordet begicks.

#### I gästrollerna
- Anna Azcárate − Anna Enberg
- Antti Reini − Hasse Gren
- Simon Berglund − Kalle Enberg
- Mats Flink − Sjödin
- Utas − Rolandsson
- Kjell Eriksson − Magnusson

## Avsnitt i säsong 2

### Onda relationer
Onda relationer är två avsnitt, 1-2, som handlar om ett fall. Avsnitten regisserades av Kristian Petri.

#### I gästrollerna
- Jan Mybrand − Göran Ask
- Katarina Bothén − Lisa Ask
- Steve Kratz − Kent Svärd
- Erik Johansson − Mäklaren
- Christian Hillborg − Ola Sandelin
- Carl Kjellgren − Peter Sonuros

### Bilspionen
Bilspionen är två avsnitt, 3-4, som handlar om ett fall. Avsnitten regisserades av Pontus Klänge.
Den unge högstadieläraren och frilansfotografen Stellan Lundmark hittas brutalt påkörd i närheten av en biltestbana. Misstankarna riktas ganska snart mot bilbranschen och testcentret när det visar sig att Stellan var en bilpaparazzi, en bilspion, och då erkänner en av testkörarna att han har varit där.

#### I gästrollerna
- Robert Markström − Stellan Lundmark
- Josefin Ljungman − Sanna
- Boris Glibusic − Jörgen Bergmark
- Adam Lundgren − Alex
- Felix Lundgren − Pierre
- Lotta Karlge − Rektorn
- Håkan Julander − Magnus
- Rolf Degerlund − Testkörbanans chef
- Erika Höghede − Sannas mamma

### Dieselpiraterna
Dieselpiraterna är två avsnitt, 5-6, som handlar om ett fall. Avsnitten regisserades av Alexander Moberg.
Sören Ekman (Ingemar Virta) åker iväg för att sälja finsk insmugglad diesel till en köpare. Hemma väntar hans sambo Lotta (Charlotta Jonsson) och hennes dotter Mia (Ida Ovmar). Nästa morgon står Ekmans bil och han sitter död vid ratten. Samtidigt så råkar Bodén ge sig in i jakt efter en förrymd fånge i bil vilket resulterar i en olycka där ett barn blir dödad och Eva blir allt mer sur på sin bror som nu hittat sig en flickvän.

#### I gästrollerna
- Ingmar Virta − Sören Ekman
- Charlotta Jonsson − Lotta
- Ida Ovmar − Mia
- Erik Bolin − Jens
- Erik Johansson − Mäklare
- Jennie Silfverhjelm − Marie
- Thomas Hedengran − Mias pappa
- Mikael Rahm − Harry Rajala

### Studentmordet
Studentmordet är två avsnitt, 7-8, som handlar om ett fall. Avsnitten regisserades av Pontus Klänge.
En ung kvinna försvinner spårlöst efter en kväll på studentklubben. Allt man hittar är hennes skor prydligt uppställda vid vägkanten och senare hittas flickan strypt. Mordet har en skrämmande likhet med ett gammalt fall, men den förövaren sitter inlåst på rättpsykriatisk vård. Samtidigt anländer Bodéns ersättare, Samir Larsen.

#### I gästrollerna
- Martin Aliaga − Per Laurin
- Alicia Vikander − Katarina
- Jennie Silfverhjelm − Marie
- Jens Malmlöf − Bartendern Tobbe
- Erik Johansson − Mäklare
- Catherine Hansson − Katinka
- Stig Engström − Egon Laurin

### För kung & fosterland
För kung och fosterland är två avsnitt, 9-10, som handlar om ett fall. Avsnitten regisserades av Daniel Di Grado.
En rånare gäckar i trakterna kring Boden. Under ett rån följer två tonåringar efter rånaren och en av pojkarna blir knivhuggen och avlider av sina skador. Jakten på rånaren leder polisen in på Norrbottens regemente och de kan ganska snart utgå från att det är någon på militärförläggningen som är rånaren.

#### I gästrollerna
- Simon Njord Westling − Amble
- Fredrik Hallgren − Sergeant Henrik Carlen
- Johan H:son Kjellgren − Överste Rosenberg
- Anders Nordahl − Kask
- Hampus Björck − Hansson
- Jacob Ericksson − Blom
- Jennie Silfverhjelm − Marie
- Axel Zuber − Erik
- Mikael Boqvist − Ludwig Björkman